# Ordem do Pug

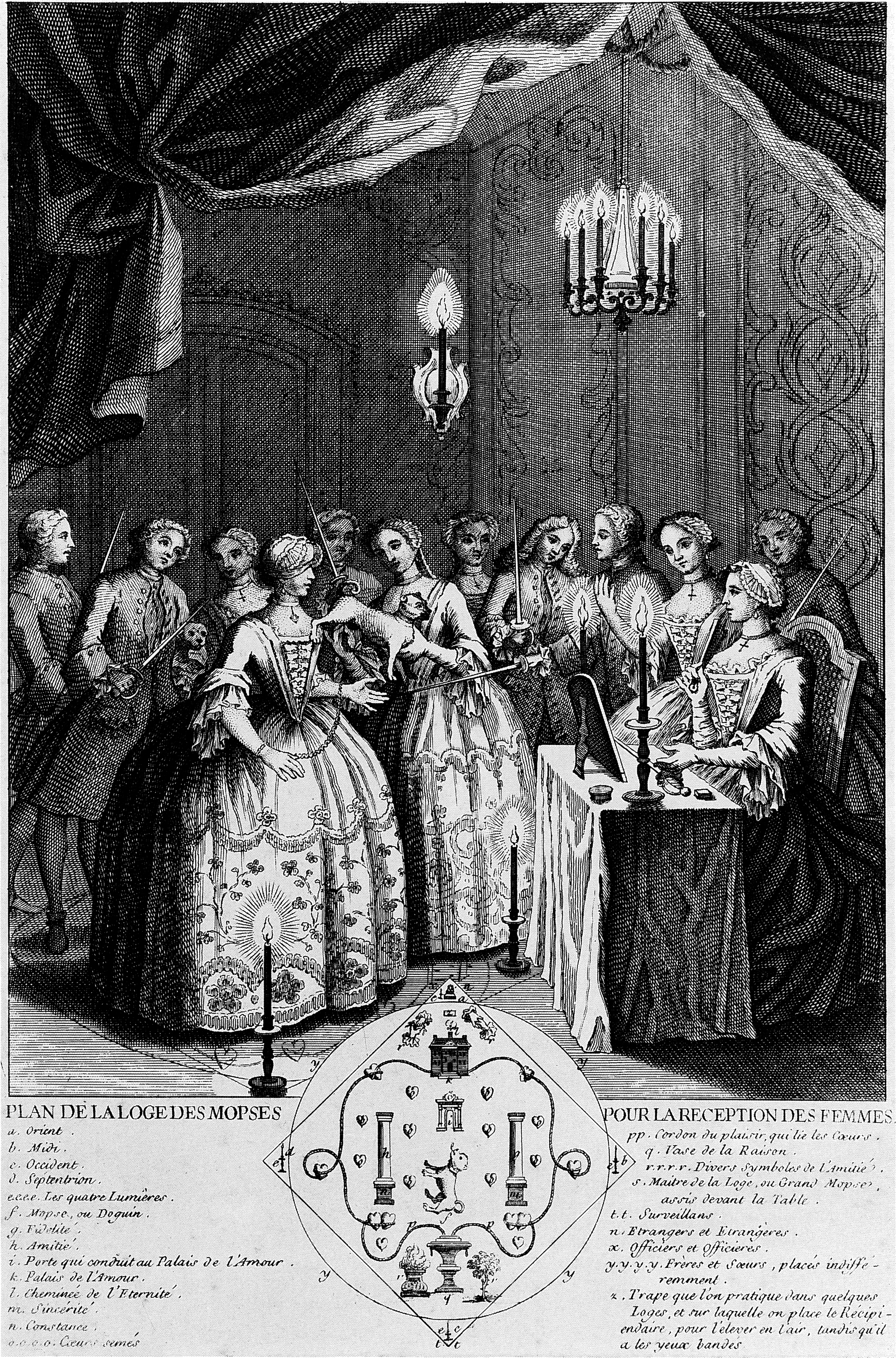
A Ordem do Pug

A Ordem do Pug (Alemão: Mops-Orden) foi uma sociedade para-maçónica fundada por Católicos Romanos. Acredita-se que foi fundada em 1738 por Clemente Augusto da Baviera para contornar o In Eminenti da coroa de 1738. A constituição da Ordem do Pug permitiu às mulheres tornarem-se membros desde que fossem católicas. O pug foi escolhido como um símbolo de lealdade, confiança e estabilidade.

## História
Nenhuma informação de confiança foi passada sobre as origens da Ordem do Pug. Acredita-se que foi fundada na França à volta de 1740, de onde se espalhou para os Países Baixos e Alemanha, onde se diz que um alojamento existia em Bayreuth. O fundador diz-se ser Clemente de Augusto, Duque da Baviera, em 1740.
Os membros chamavam-se Mops (o alemão para Pug). Cada alojamento tinha um mestre feminino e masculino, que se chamavam grande pugs e revezavam-se em gerir o alojamento a cada seis meses. Outras funções, como secretários e supervisores, eram androginamente preenchidos. No entanto, o grão-mestre do alojamento era sempre masculino.
A ordem foi banida pela Universidade de Göttingen em 1748. Loge Louise des ehrwürdigen Mopsordens ou "Alojamento Louise da Venerável Ordem do Pug" tinha sido formado no ano prévio como uma sociedade estudantil, principalmente provenientes da nobreza de Hanôver. Os honorários do alojamentos e o seu controlo sobre os membros formou uma desculpa para o fecho, e depois de uma investigação governamental, os documentos do alojamento foram entregues às autoridades da universidade.
Enquanto fontes alemãs relatam que a ordem foi de curta duração, eles alegadamente estavam ativos em Lyon em 1902.

### Ritual de iniciação
Os novatos eram iniciados usando uma coleira e tinha de arranhar a porta para puderem entrar. Os novatos eram vendados e levados nove vezes à volta de uma carpete com símbolos, enquanto os Pugs da ordem ladravam alto para testar a estabilidade dos novatos. Durante a iniciação, os novatos também tiveram que beijar a parte de trás de um pug de porcelana como uma expressão de devoção à ordem. Subsequentemente, a mão da pessoa pedindo pela entrada era colocada pelo mestre num florete no caso de um homem, e num espelho no caso de uma mulher, com um voto sendo exigido. Finalmente, era pedido ao iniciado para "ver a luz", onde a venda era retirada. Os membros da ordem ficaram à volta do iniciado num círculo, segurando um florete ou um espelho numa mãe e um pug na outra. No fim do período Rococó, o iniciado também passava pela apresentação cerimonial de sinais de mão e slogans.
Os membros da Ordem andavam com um medalhão feito de prata. Em 1745, os secretos da ordem foram "expostos" num livro publicado em Amsterdão com o título L'ordre des Franc-Maçons trahi et le Secret des Mopses révélé que incluía o ritual e duas gravuras ilustrando o seu rito.